# Myriocladus exsertus
Myriocladus exsertus är en gräsart som beskrevs av Jason Richard Swallen. Myriocladus exsertus ingår i släktet Myriocladus och familjen gräs. Inga underarter finns listade i Catalogue of Life.